# Classe 2000
La classe 2000 est une classe de  vedette côtière rapide de la Garde côtière italienne entrée en service dans les années 1970.

## Historique
Les unités ont des coques en fibre de verre renforcée. Les premières unités, de type Keith Nelson , ont été construites au Royaume-Uni. En 1972, la société "Keith Nelson Italia" a été créée pour poursuivre sa fabrication sur le même moule.
Certaines unités ont été vendues à la Garde côtière d'Albanie et à la marine irakienne. D'autres unités ont été vendues à des associations caritatives ou au ministère de l'Éducation pour être utilisées par des instituts techniques nautiques et d'autres mises aux enchères pour des particuliers

## Galerie

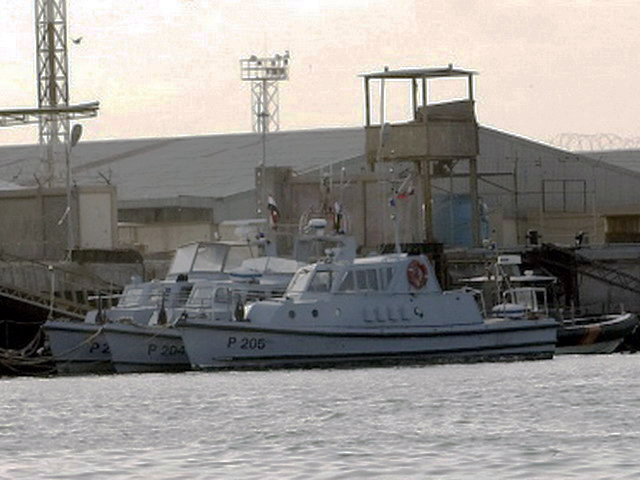
Vedettes de la marine irakienne
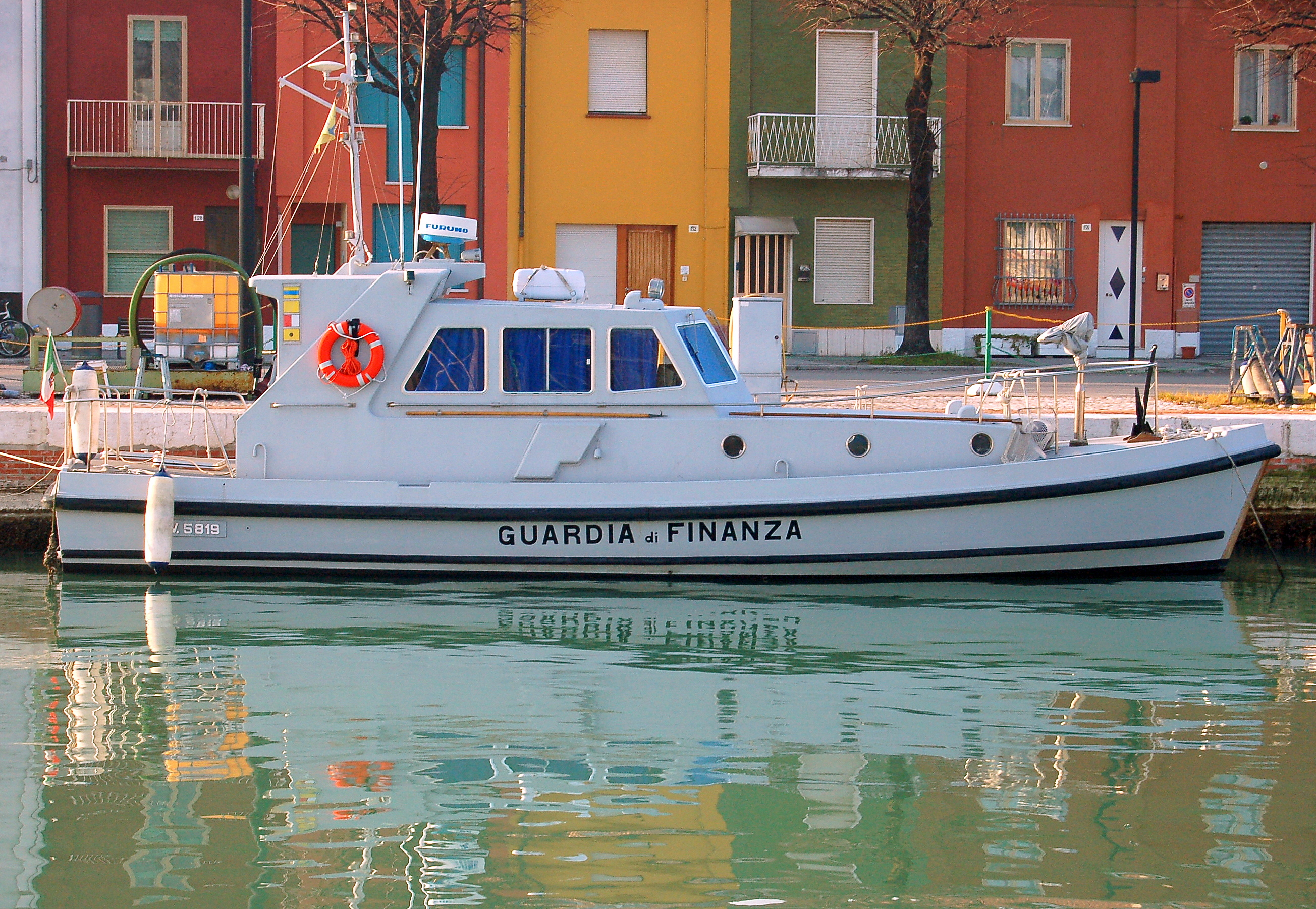
Vedette de la Garde des finances
Vedette des Carabiniers